# ADAT LX20

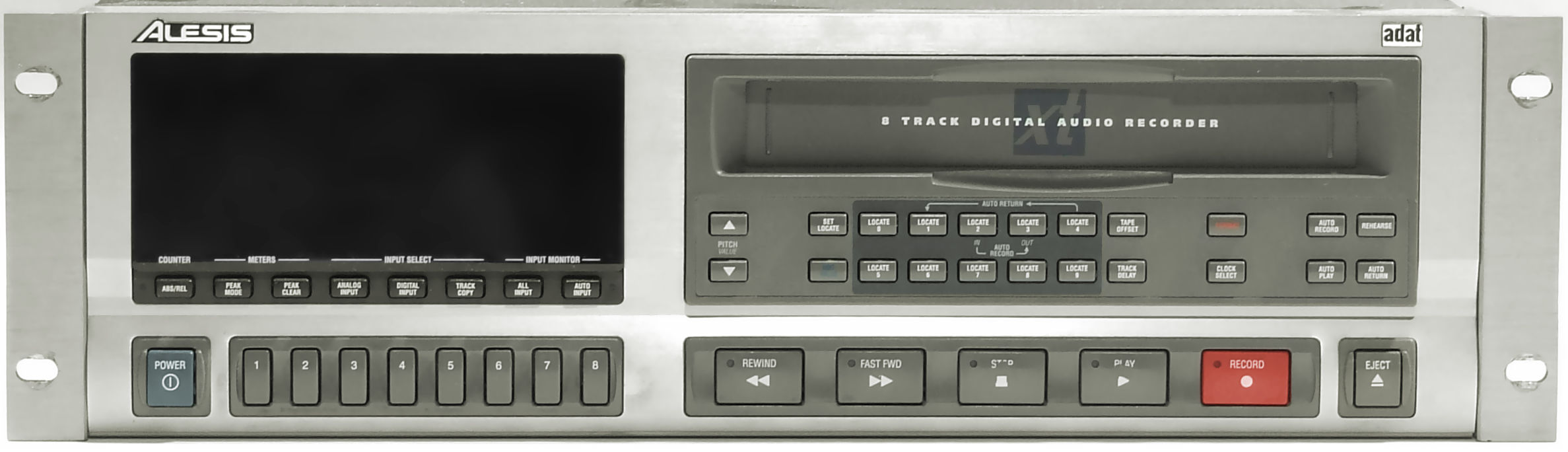
Grabador tipo ADAT LX20.

El ADAT LX20 es un formato MDM que permite la grabación digital multipista sobre una cinta S-VHS convencional. 
El ADAT LX20 fue una versión barata que la compañía Alesis sacó de otro de sus formatos el ADAT XT-20, que a su vez era una evolución del ADAT. El ADAT XT-20 aumentaba la resolución de las muestras de audio a 20 bits, con respecto al ADAT. El problema que tenía se debía a su alto costo, que no fue bien acogido por el mercado, lo que contrastaba con el gran éxito a nivel mundical con que contó el ADAT original. 
Para no perder su cuota de mercado, la empresa Alesis presentó un formato prácticamente idéntico, pero con un coste mucho menor: el ADAT LX20.
- Datos: Q10843414